# L'Amour (roman, 1972)
Pour les articles homonymes, voir Amour (homonymie).
« L'Amour (roman) » redirige ici. Pour le roman de François Bégaudeau, voir L'Amour (roman, 2023).
L'Amour est un roman de Marguerite Duras paru le 7 janvier 1972 aux éditions Gallimard.
Le texte fait partie du "Cycle indien" de l'auteur.

## Résumé
Les événements du roman commencent dans une station balnéaire de la ville de S. Thala, une ville proche d'une longue plage déserte. Il y a trois personnages : une femme et deux hommes. Les interactions entre eux ne sont pas nombreuses, et les phrases qu'ils disent sont courtes. Ils communiquent par des gestes et des regards. C'est presque comme si les trois avaient perdu la mémoire, ou comme si c'était un rêve.

## Éditions
- éditions Gallimard, 1972  (ISBN 2070281620).